# Un gelido inverno
Un gelido inverno (Winter's Bone) è un film del 2010 diretto da Debra Granik, adattamento cinematografico dell'omonimo romanzo di Daniel Woodrell.
Il film ha vinto il Gran premio della giuria: U.S. Dramatic al Sundance Film Festival 2010, 4 Premi al Torino Film Festival 2010, ha ottenuto 7 candidature agli Independent Spirit Awards 2011 e 4 candidature agli Oscar 2011, nelle categorie; miglior film, miglior attrice (Jennifer Lawrence), miglior attore non protagonista (John Hawkes) e miglior sceneggiatura non originale.

## Trama
Nelle zone rurali di Ozarks, nel Missouri, la diciassettenne Ree Dolly si prende cura della madre malata di mente Connie, del fratello di dodici anni Sonny e della sorella di sei anni Ashlee, insegnando loro a badare a sé stessi e a cacciare. La famiglia è povera e il padre Jessup se n'è andato da parecchio tempo, dopo essere uscito di prigione su cauzione a seguito di un arresto per produzione di metanfetamina. 
Un giorno lo sceriffo Baskin dice a Ree che, se suo padre non si presenterà per il suo appuntamento in tribunale, la famiglia perderà la casa perché è stata impegnata come pagamento per la cauzione. Ree decide quindi di rintracciare il genitore, partendo dai parenti per poi cercare di parlare con il boss del crimine locale, Thump Milton. Milton si rifiuta di vederla e Ree viene avvertita solo di non intromettersi nella situazione, apprendendo che Jessup potrebbe essere morto in un incendio in un laboratorio di metanfetamina o aver lasciato la città per evitare il processo.
Quando Jessup non si presenta al processo, il garante viene a cercarlo e dice a Ree che ha circa una settimana prima che la casa e il terreno vengano sequestrati; la ragazza afferma che il padre potrebbe essere morto e il garante le spiega che deve fornire la prova di ciò affinché la cauzione venga annullata. 
Ree cerca nuovamente di andare da Milton e viene brutalmente picchiata dalle donne della sua famiglia. Teardrop, lo zio di Ree dipendente da metanfetamina, salva la nipote promettendo ai suoi aggressori che non causerà altri problemi. Teardrop spiega alla ragazza che suo padre è stato ucciso perché era un informatore, ma non sa chi lo abbia ucciso. La avverte che, se scopre chi è stato, non dovrà dirglielo.
Più tardi, Ree parla con un reclutatore dell'esercito, chiedendo informazioni sulla possibilità di arruolarsi, in modo da ricevere il bonus statale di quarantamila dollari, ma lui le risponde che ha bisogno delle firme dei suoi genitori per arruolarsi, e che comunque vuole farlo per le motivazioni sbagliate. 
Sulla via del ritorno da un bar, Ree e suo zio vengono fermati dallo sceriffo, che vuole interrogare Teardrop. Teardrop fa capire di sapere che è stato lo sceriffo a lasciar circolare la voce che Jessup fosse un informatore; dopodiché, Teardrop se ne va. 
Qualche giorno dopo, le donne Milton che avevano picchiato Ree vanno una sera a casa sua e si offrono di accompagnarla dove si trovano i resti mortali del genitore. Dopo averle messo un sacco sopra la testa, in modo che non possa riconoscere la strada, la scortano verso uno stagno e le ordinano di estrarre dall'acqua le mani di suo padre, così che possano mozzarle e lei possa usarle come prova della sua morte. Ree esegue e porta le mani allo sceriffo, sostenendo di avere trovate abbandonate davanti al portico di casa sua. 
Il garante rilascia a Ree la parte di soldi in contanti della cauzione, che è stato emesso da un anonimo socio di Jessup. Sapendo ora che non dovrà lasciare la sua casa, Ree riceve Teardrop e gli offre il banjo del padre, ma lui le risponde di conservarlo in casa; mentre se ne va, Teardrop le dice di aver finalmente capito chi ha ucciso suo padre. Ree rassicura Sonny e Ashlee che non li lascerà mai. Mentre i tre si siedono in veranda, Ashlee inizia a suonare il banjo.

## Accoglienza
Il film ha incassato 6531503 $ negli Stati Uniti e 7265331 $ nel resto del mondo per un incasso totale di 13 796 834 dollari a fronte di un budget di 2 milioni di dollari.

## Riconoscimenti
- 2011 - Premio Oscar
  - Candidatura Miglior film ad Anne Rosellini e Alix Madigan
  - Candidatura Miglior attrice protagonista a Jennifer Lawrence
  - Candidatura Miglior attore non protagonista a John Hawkes
  - Candidatura Migliore sceneggiatura non originale a Debra Granik e Anne Rosellini
- 2011 - Golden Globe
  - Candidatura Miglior attrice in un film drammatico a Jennifer Lawrence
- 2011 - Screen Actors Guild Award
  - Candidatura Miglior attrice protagonista a Jennifer Lawrence
  - Candidatura Miglior attore non protagonista a John Hawkes
- 2010 - Festival internazionale del cinema di Berlino
  - C.I.C.A.E. Award a Debra Granik
  - Reader Jury of the Tagesspiegel a Debra Granik
- 2010 - Critics' Choice Movie Award
  - Candidatura Miglior film a Debra Granik
  - Candidatura Miglior attrice protagonista a Jennifer Lawrence
  - Candidatura Miglior giovane interprete a Jennifer Lawrence
  - Candidatura Migliore sceneggiatura non originale a Debra Granik e Anne Rosellini
- 2010 - Chicago Film Critics Association Award
  - Miglior performance rivelazione a Jennifer Lawrence
  - Candidatura Miglior film
  - Candidatura Migliore regia a Debra Granik
  - Candidatura Miglior attrice protagonista a Jennifer Lawrence
  - Candidatura Miglior attore non protagonista a John Hawkes
  - Candidatura Migliore sceneggiatura non originale a Debra Granik e Anne Rosellini
- 2011 - Independent Spirit Award
  - Miglior attore non protagonista a John Hawkes
  - Miglior attrice non protagonista a Dale Dickey
  - Candidatura Miglior film
  - Candidatura Migliore regia a Debra Granik
  - Candidatura Miglior attrice protagonista a Jennifer Lawrence
  - Candidatura Migliore sceneggiatura a Debra Granik e Anne Rosellini
  - Candidatura Migliore fotografia a Michael McDonough
- 2010 - National Board of Review Award
  - Migliori dieci film
  - Miglior performance rivelazione femminile a Jennifer Lawrence
- 2011 - Nastro d'argento
  - Candidatura Migliore regia a Debra Granik
- 2010 - Los Angeles Film Critics Association Award
  - Candidatura Miglior attrice protagonista a Jennifer Lawrence
- 2010 - Satellite Award
  - Candidatura Miglior film drammatico
  - Candidatura Migliore regia a Debra Granik
  - Candidatura Miglior attrice in un film drammatico a Jennifer Lawrence
  - Candidatura Migliore sceneggiatura non originale a Debra Granik e Anne Rosellini
- 2010 - Torino Film Festival
  - Miglior film
  - Miglior attrice a Jennifer Lawrence
  - Miglior sceneggiatura a Debra Granik e Anne Rosellini
  - Premio Achille Valdata
- 2011 - AFI Awards
  - Film dell'anno a Anne Rosellini e Alix Madigan
- 2012 - Premio Bodil
  - Miglior film statunitense a Debra Granik
- 2010 - British Independent Film Awards
  - Candidatura Miglior film straniero
- 2011 - Artios Award
  - Miglior casting per un film commedia o drammatico a Kerry Barden e Paul Schnee
- 2011 - Central Ohio Film Critics Association Awards
  - Candidatura Miglior film
  - Candidatura Migliore attrice protagonista a Jennifer Lawrence
  - Candidatura Miglior attore non protagonista a John Hawkes
  - Candidatura Miglior performance rivelazione a Jennifer Lawrence
  - Candidatura Miglior performance rivelazione a Debra Granik
  - Candidatura Miglior sceneggiatura non originale a Debra Granik e Anne Rosellini
- 2011 - Empire Awards
  - Candidatura Miglior debutto a Jennifer Lawrence
- 2011 - Evening Standard British Film Awards
  - Candidatura Miglior colonna sonora a Dickon Hinchliffe
- 2011 - Film Critics Circle of Australia Awards
  - Candidatura Miglior film in lingua inglese a Debra Granik
- 2010 - Gotham Independent Film Awards
  - Miglior film a Debra Granik, Alix Madigan e Anne Rosellini
  - Miglior cast
  - Candidatura Premio del Pubblico a Debra Granik, Alix Madigan e Anne Rosellini
  - Candidatura Miglior rivelazione a Jennifer Lawrence
- 2012 - Guldbagge Award
  - Candidatura Miglior film straniero a Debra Granik
- 2011 - Irish Film and Television Award
  - Candidatura Miglior attrice protagonista a Jennifer Lawrence
- 2010 - Las Vegas Film Critics Society Awards
  - Candidatura Miglior attrice protagonista a Jennifer Lawrence
  - Candidatura Gioventù nei film a Jennifer Lawrence
- 2011 - London Critics Circle Film Awards
  - Candidatura Attrice dell'anno a Jennifer Lawrence
- 2011 - Palm Springs International Film Festival
  - Rising Star Award a Jennifer Lawrence
- 2010 - Phoenix Film Critics Society Awards
  - Miglior performance rivelazione (Dietro la camera) a Debra Granik
  - Candidatura Miglior film
  - Candidatura Miglior attrice protagonista a Jennifer Lawrence
  - Candidatura Miglior performance rivelazione (Sullo schermo) a Jennifer Lawrence
- 2012 - Premio Robert
  - Candidatura Miglior film statunitense a Debra Granik
- 2010 - San Diego Film Critics Society Awards
  - Miglior film
  - Miglior attrice protagonista a Jennifer Lawrence
  - Miglior attore non protagonista a John Hawkes
  - Candidatura Miglior regia a Debra Granik
  - Candidatura Miglior attrice non protagonista a Dale Dickey
  - Candidatura Miglior cast
  - Candidatura Miglior sceneggiatura non originale a Debra Granik e Anne Rosellini
- 2010 - San Francisco International Film Festival
  - Premio del Pubblico a Debra Granik
- 2010 - Seattle International Film Festival
  - Miglior regia a Debra Granik
  - Miglior attrice protagonista a Jennifer Lawrence
- 2010 - Southeastern Film Critics Association Awards
  - Wyatt Award
  - Candidatura Miglior film
  - Candidatura Miglior cast
  - Candidatura Miglior attrice protagonista a Jennifer Lawrence
  - Candidatura Miglior sceneggiatura non originale a Anne Rosellini e Debra Granik
- 2010 - Festival del cinema di Stoccolma
  - Miglior film a Debra Granik
  - Miglior attrice protagonista a Jennifer Lawrence
- 2010 - Sundance Film Festival
  - Gran premio della giuria: U.S. Dramatic a Debra Granik
  - Waldo Salt Screenwriting Award a Debra Granik e Anne Rosellini
- 2011 - Young Artist Awards
  - Candidatura Miglior attrice giovane a Jennifer Lawrence